# Something to Give Each Other
Something to Give Each Other — третий студийный альбом австралийского певца Троя Сивана, вышедший 13 октября 2023 года на лейблах EMI Music Australia и Capitol Records. Альбом получил всеобщее признание критиков, а его ведущий сингл «Rush» был номинирован на Грэмми-2024. Это самый коммерчески успешный альбом Сивана, ставший его первым альбомом и вторым проектом, возглавившим чарт ARIA в его родной Австралии, а также вошедший в первую десятку в Германии, Нидерландах и Великобритании. Он также достиг первого места в чарте танцевальных/электронных альбомов США.

## Отзывы критиков
| Совокупная оценка | Совокупная оценка |
| Источник          | Оценка            |
| ----------------- | ----------------- |
| Metacritic        | 84/100            |
| Оценки критиков   |                   |
| Источник          | Оценка            |
| AllMusic          | [ 2 ]             |
| Clash             | 9/10              |
| The Guardian      | [ 4 ]             |
| NME               | [ 5 ]             |
| Pitchfork         | 8.0/10            |
| Rolling Stone     | [ 7 ]             |
| Slant Magazine    | [ 8 ]             |

Альбом получил положительные отзывы музыкальных критиков и интернет-изданий. Something to Give Each Other получил 84 балла из 100 на агрегаторе рецензий Metacritic на основе 13 отзывов критиков, что свидетельствует о «всеобщем признании». Бен Бомон-Томас из The Guardian назвал его «одним из самых самобытных поп-альбомов года», и хотя «здесь больше высоких темпов, но если „Rush“ был клаустрофобическим и оргиастическим, то другие треки дают Сивану больше пространства для движения». Сал Чинквемани из Slant Magazine написал, что альбом «находит Сивана старше, смелее и, на протяжении большей части его времени, неприкаянно возбужденным», и то, чего ему «не хватает в остроте, однако, компенсируется радостью, с которой он принимает удовольствие от квира».

### Итоговые годовые списки
| Публикация/критик | Список                                 | Ранг | Ссылка |
| ----------------- | -------------------------------------- | ---- | ------ |
| Billboard         | The 50 Best Albums of 2023: Staff List | 3    | [ 9 ]  |
| Rolling Stone     | The 100 Best Albums of 2023            | 34   | [ 10 ] |

## Список композиций
| №                   | Название                                      | Автор(ы)                                                                               | Продюсеры                  | Длительность |
| ------------------- | --------------------------------------------- | -------------------------------------------------------------------------------------- | -------------------------- | ------------ |
| 1.                  | «Rush»                                        | Troye Sivan Mellet Brett McLaughlin Adam Novodor Alex Chapman Kaelyn Behr Kevin Hickey | Zhone Novodor Styalz Fuego | 2:36         |
| 2.                  | «What's the Time Where You Are?»              | Mellet McLaughlin Oscar Görres                                                         | Görres                     | 3:23         |
| 3.                  | «One of Your Girls»                           | Mellet McLaughlin Görres                                                               | Görres                     | 3:01         |
| 4.                  | «In My Room» (featuring Guitarricadelafuente) | Mellet McLaughlin Görres Álvaro Lafuente Calvo                                         | Görres                     | 3:13         |
| 5.                  | «Still Got It»                                | Mellet Görres                                                                          | Görres                     | 3:28         |
| 6.                  | «Can't Go Back, Baby»                         | Mellet McLaughlin Görres Jessica Pratt Nick Ward                                       | Görres                     | 3:21         |
| 7.                  | «Got Me Started»                              | Mellet Behr McLaughlin Chris Stracey Ian Kirkpatrick Jack Glass Tayla Parx             | Kirkpatrick Styalz Fuego   | 3:18         |
| 8.                  | «Silly»                                       | Mellet McLaughlin Kirkpatrick                                                          | Kirkpatrick Styalz Fuego   | 3:38         |
| 9.                  | «Honey»                                       | Mellet McLaughlin Görres Behr                                                          | Görres Fuego               | 3:26         |
| 10.                 | «How to Stay with You»                        | Mellet McLaughlin Görres Alexander Cook                                                | Görres Cook                | 3:16         |
| Общая длительность: | Общая длительность:                           | Общая длительность:                                                                    | Общая длительность:        | 32:40        |

## Чарты
| Чарт (2023)                             | Высшая позиция |
| --------------------------------------- | -------------- |
| Австралия (ARIA)                        | 1              |
| Австрия (Ö3 Austria)                    | 30             |
| Бельгия/Фландрия (Ultratop)             | 7              |
| Бельгия/Валлония (Ultratop)             | 17             |
| Канада (Canadian Albums Chart)          | 29             |
| Дания (Hitlisten)                       | 13             |
| Нидерланды (Album Top 100)              | 3              |
| Финляндия (Suomen virallinen lista)     | 13             |
| Франция (SNEP)                          | 60             |
| Германия (Offizielle Top 100)           | 9              |
| Венгрия (MAHASZ)                        | 33             |
| Ирландия (Irish Albums Chart)           | 13             |
| Новая Зеландия (RMNZ)                   | 2              |
| Норвегия (VG-lista)                     | 9              |
| Португалия (AFP)                        | 30             |
| Шотландия (Scottish Albums Chart)       | 5              |
| Испания (PROMUSICAE)                    | 13             |
| Швеция (Sverigetopplistan)              | 16             |
| Швейцария (Schweizer Hitparade)         | 14             |
| Великобритания (UK Albums Chart)        | 4              |
| США (Billboard 200)                     | 20             |
| США (Billboard Dance/Electronic Albums) | 1              |